# Gerard Geurds
Gerard Geurds (Tongelre, 1939. június 4. – 2024. február 19.) holland nemzetközi labdarúgó-játékvezető. Polgári foglalkozása önkormányzati tisztviselő.

## Pályafutása

### Nemzeti játékvezetés
1974-ben lett az I. Liga játékvezetője. Az aktív nemzeti játékvezetéstől 1987-ben vonult vissza.

### Nemzetközi játékvezetés
A Holland labdarúgó-szövetség Játékvezető Bizottsága (JB) terjesztette fel nemzetközi játékvezetőnek, a Nemzetközi Labdarúgó-szövetség (FIFA) 1978-tól tartotta nyilván bírói keretében. Több nemzetek közötti válogatott és klubmérkőzést vezetett vagy partbíróként tevékenykedett. A holland nemzetközi játékvezetők rangsorában, a világbajnokság-Európa-bajnokság sorrendjében többedmagával a 18. helyet foglalja el 3 találkozó szolgálatával. Az aktív nemzetközi játékvezetéstől 1987-ben búcsúzott. Válogatott mérkőzéseinek száma: 7.

#### Világbajnokság
A világbajnoki döntőhöz vezető úton Mexikóba a XIII., az 1986-os labdarúgó-világbajnokságra a FIFA JB bíróként alkalmazta.
| Időpont           | Helyszín                | Mérkőzés típusa | Mérkőzés             | Eredmény |
| ----------------- | ----------------------- | --------------- | -------------------- | -------- |
| 1985. november 3. | Nemzeti Stadion, Sydney | OFC zóna        | Ausztrália–Új-Zéland | 2 : 0    |

#### Európa-bajnokság
Az európai-labdarúgó torna döntőjéhez vezető úton Franciaországba a VII., az 1984-es labdarúgó-Európa-bajnokságra és Német Szövetségi Köztársaságba a VIII., az 1988-as labdarúgó-Európa-bajnokságra az UEFA JB játékvezetőként foglalkoztatta.
| Időpont           | Helyszín                   | Mérkőzés típusa           | Mérkőzés               | Eredmény | Nézők száma |
| ----------------- | -------------------------- | ------------------------- | ---------------------- | -------- | ----------- |
| 1983. március 27. | Luxembourg                 | előselejtező (3. csoport) | Luxemburg–Magyarország | 2 : 6    | 2 200       |
| 1987. június 17.  | Pontaise Stadion, Lausanne | előselejtező (2. csoport) | Svájc–Svédország       | 1 : 1    | 7 000       |

## Magyar vonatkozás
| Időpont             | Helyszín               | Mérkőzés típusa              | Mérkőzés              | Eredmény | Nézők száma |
| ------------------- | ---------------------- | ---------------------------- | --------------------- | -------- | ----------- |
| 1986. szeptember 9. | Ullevaal Stadion, Oslo | felkészülési (607. mérkőzés) | Norvégia–Magyarország | 0 – 0    | 2917        |